# Conrad Cadirat i Baqué
Conrad Cadirat i Baqué   (Barcelona, c. 1930 - Barcelona, 5 de juliol de 1959) fou un pilot català de motociclisme que va destacar en ral·lis motociclistes i en proves de regularitat (l'antecedent de l'actual enduro) i resistència, modalitats en què fou considerat un dels millors de la seva època. Practicà també el motocròs, essent-ne un dels pioners a la península Ibèrica quan aquesta disciplina s'hi començava a introduir a començaments de la dècada de 1950. Gràcies als seus bons resultats, Cadirat esdevingué pilot oficial d'OSSA a mitjan dècada i obtingué diverses victòries amb l'OSSA 175S del 1957 al 1959, entre les quals el Motocròs del Fang de Vic, el Trofeu Pi i Solsona, el Trofeu Valón, el Ral·li Costa Brava i la Volta a Mallorca.
La seva prometedora carrera es veié truncada a l'edat de 28 anys, quan es va morir a causa de l'accident que patí durant l'edició de 1959 de les 24 Hores de Montjuïc. Fou una mort que provocà consternació a l'època, ja que, a banda de ser el primer accident mortal esdevingut a la popular prova de les 24 Hores, es donava la circumstància que pocs mesos abans s'havia mort la seva promesa, la gimnasta Olga Soler, pocs dies abans del seu casament en un accident d'aviació prop de Madrid (accident en què també hi perdé la vida el gimnasta Joaquim Blume).

## L'accident mortal
El cap de setmana del 4 al 5 de juliol de 1959, Cadirat participava a les 24 Hores de Montjuïc com a membre d'un dels dos equips oficials inscrits per OSSA, tots dos als comandaments de sengles OSSA 175S: l'un el formaven Walter Tassinari i Juan Tei Elizalde amb l'OSSA número 8, i l'altre, Cadirat i Enric Palero amb l'OSSA número 9. Cap a les dues de la matinada de diumenge (quan es portaven cinc hores i mitja de cursa) anant cap a la Font del Gat i a punt d'encarar el revolt de Miramar, la moto de Cadirat i la d'un altre competidor es tocaren mentre corrien a 130 km/h. De resultes de la topada, Cadirat caigué i s'estavellà de cap contra una vorada, essent atropellat després per la Derbi 350 de Roger Montané, qui no el pogué esquivar, amb el resultat de fractura de la base del crani, lesions a la cara i fractura de pelvis. Fou traslladat d'urgència a l'hospital, on va morir poc després de ser ingressat. Immediatament després del seu accident, OSSA retirà l'equip Tassinari-Elizalde de la cursa en senyal de dol.
Conrad Cadirat, qui residia al número 89 del carrer de Sant Gervasi, fou enterrat al cementiri de Les Corts el 6 de juliol. En memòria seva, amb motiu de l'edició de 1960 de les 24 Hores de Montjuïc la Penya Motorista Barcelona instaurà el Trofeu Cadirat, premi atorgat des d'aleshores a la marca guanyadora per equips.